# 勘解由小路在富
勘解由小路 在富（かでのこうじ/かげゆのこうじ あきとみ/ありとみ）は、戦国時代の公卿・陰陽師。従三位非参議・勘解由小路在重の子。官位は正二位・非参議。賀茂朝臣氏嫡流勘解由小路家の事実上の最後の当主。

## 経歴
勘解由小路在重の子として誕生。母は町顕郷の娘。初名は在秀。
永正4年（1507年）に従五位下・兵部少輔に叙任される。永正9年（1512年）に暦博士、永正11年（1514年）に兼任して陰陽頭に任命された。以後、左馬頭や宮内卿なども兼務しながら、陰陽頭を大永2年（1522年）、暦博士を天文2年（1533年）まで務めた。この間の享禄4年（1531年）には従三位に昇る。また、大永2年より天文6年（1537年）まで宮内卿を務め、陰陽師としてだけでなく後奈良天皇の側近としても活躍した。この功績によって天文5年（1536年）には従二位、更に天文20年（1551年）にはこの家系では初めて正二位に昇進した。なお、この時期に北条氏綱を頼って相模国に下ったものの、天文11年（1542年）に所領の若狭国名田庄に退いて陰陽頭としての職務を行わない土御門有脩に代わって陰陽頭の職務を代行するために呼び戻された。
恐らく天文8年（1539年）頃（在種はこの年に従五位下に叙されている）、弟・在康の子である在種を養子としたが、天文20年（1551年）3月14日、在種は在富によって「横死」させられた。天文22年（1553年）9月22日には、在富の妻が山科言継の三男・鶴松丸（のちの薄諸光）を養子にしたいと要請したが、断られている。但し、その前後には山科言継との関係は良好であり、親密な関係があった。
唯一の息子である賀茂在昌は、永禄2年（1559年）、ガスパル・ヴィレラらの上洛の折にキリシタンとなり、永禄7年（1564年）には妻子を連れて京を出奔して、西洋天文学を学ぶため豊後府内に留学した。在富は後継者が不在のまま、翌永禄8年（1565年）8月10日死去。
没後には嗣子がなかなか決まらず、安倍氏嫡流土御門家から土御門有春の子である在高を、さらにその没後は続いて土御門有脩の子である土御門久脩（勘解由小路在綱として改姓改名）を養子に入れて辛うじて存続したものの衰退。キリシタンとなって豊後府内に留学していた在富の息子賀茂在昌が安土桃山時代天正5年（1577年）に帰洛して陰陽頭を嗣いだことによって一旦は相続問題解消したと思われたが、江戸時代初期、賀茂在昌の息子と思われる勘解由小路在信の代に至って消息不明となり断絶した。
在富の息子と孫に当たると思われる賀茂在昌、勘解由小路在信については不明な点が多く、在富の代で賀茂氏勘解由小路家は実質絶家したものと見なされることが多い。

## 系譜
- 父：勘解由小路在重
- 母：町顕郷娘
- 妻：不詳
  - 男子：賀茂在昌（1520/1519-1599）
- 養子
  - 男子：勘解由小路在種 - 勘解由小路在康の子
  - 男子：勘解由小路在高